# Lijst van nummer 1-hits in Denemarken in 2010
Deze hits stonden in 2010 op nummer 1 in de Tracklisten Top 40, de bekendste hitlijst in Denemarken.
| Datum        | Artiest                    | Titel                               |
| ------------ | -------------------------- | ----------------------------------- |
| 1 januari    | Lady Gaga                  | Bad romance                         |
| 8 januari    | Lady Gaga                  | Bad romance                         |
| 15 januari   | Lady Gaga                  | Bad romance                         |
| 22 januari   | The Rumour Said Fire       | The balcony                         |
| 29 januari   | The Rumour Said Fire       | The balcony                         |
| 5 februari   | The Rumour Said Fire       | The balcony                         |
| 12 februari  | Diverse artiesten          | Skrøbeligt fundament - Støt Haiti   |
| 19 februari  | Diverse artiesten          | Skrøbeligt fundament - Støt Haiti   |
| 26 februari  | Diverse artiesten          | Skrøbeligt fundament - Støt Haiti   |
| 5 maart      | Diverse artiesten          | Skrøbeligt fundament - Støt Haiti   |
| 12 maart     | Cheryl Cole                | Fight for this love                 |
| 19 maart     | Cheryl Cole                | Fight for this love                 |
| 26 maart     | Cheryl Cole                | Fight for this love                 |
| 2 april      | Thomas Ring                | My dream                            |
| 9 april      | Thomas Ring                | My dream                            |
| 16 april     | Lady Gaga & Beyoncé        | Telephone                           |
| 23 april     | Burhan G & Medina          | Mest ondt                           |
| 30 april     | Nephew & Landsholdet       | The Danish way to rock              |
| 7 mei        | Stromae                    | Alors on danse                      |
| 14 mei       | Stromae                    | Alors on danse                      |
| 21 mei       | Stromae                    | Alors on danse                      |
| 28 mei       | Stromae                    | Alors on danse                      |
| 4 juni       | Stromae                    | Alors on danse                      |
| 11 juni      | Lena Meyer-Landrut         | Satellite                           |
| 18 juni      | Nephew & Landsholdet       | The Danish way to rock              |
| 25 juni      | Yolanda Be Cool & DCUP     | We no speak Americano!              |
| 2 juli       | Yolanda Be Cool & DCUP     | We no speak Americano!              |
| 9 juli       | Yolanda Be Cool & DCUP     | We no speak Americano!              |
| 16 juli      | Yolanda Be Cool & DCUP     | We no speak Americano!              |
| 23 juli      | Yolanda Be Cool & DCUP     | We no speak Americano!              |
| 30 juli      | Yolanda Be Cool & DCUP     | We no speak Americano!              |
| 6 augustus   | Shakira & FreshlyGround    | Waka waka (This time for Africa)    |
| 13 augustus  | Eminem & Rihanna           | Love the way you lie                |
| 20 augustus  | Eminem & Rihanna           | Love the way you lie                |
| 27 augustus  | Eminem & Rihanna           | Love the way you lie                |
| 3 september  | Eminem & Rihanna           | Love the way you lie                |
| 10 september | Eminem & Rihanna           | Love the way you lie                |
| 17 september | Eminem & Rihanna           | Love the way you lie                |
| 24 september | Eminem & Rihanna           | Love the way you lie                |
| 1 oktober    | Eminem & Rihanna           | Love the way you lie                |
| 8 oktober    | Burhan G & Nik & Jay       | Tættere på himlen                   |
| 15 oktober   | Burhan G & Nik & Jay       | Tættere på himlen                   |
| 22 oktober   | Burhan G & Nik & Jay       | Tættere på himlen                   |
| 29 oktober   | Clara Sofie & Rune RK      | Når tiden går baglæns               |
| 5 november   | Morten Breum & Sisse Marie | Every time (You look at me) / Moist |
| 12 november  | Clara Sofie & Rune RK      | Når tiden går baglæns               |
| 19 november  | Clara Sofie & Rune RK      | Når tiden går baglæns               |
| 26 november  | Clara Sofie & Rune RK      | Når tiden går baglæns               |
| 3 december   | Clara Sofie & Rune RK      | Når tiden går baglæns               |
| 10 december  | Clara Sofie & Rune RK      | Når tiden går baglæns               |
| 17 december  | Medina                     | Addiction                           |
| 24 december  | Clemens & Jon Nørgaard     | Champion                            |
| 31 december  | Xander                     | Det burde ikk være sådan her        |